# A Passagem da Noite
A Passagem da Noite (Portugiesisch für: Das Verstreichen der Nacht) ist ein Filmdrama des portugiesischen Filmregisseurs Luís Filipe Rocha aus dem Jahr 2003.
Der Coming-of-age-Film thematisiert auch den gesellschaftlichen Umgang mit ungewollten Schwangerschaften und AIDS.

## Handlung
Die Gymnasiastin Mariana ist 17 Jahre alt und lebt am Stadtrand von Lissabon. Eines Tages wird sie von einem Drogenabhängigen vergewaltigt. Als sie schwanger wird, sieht sie sich einer ausweglosen Situation gegenüber: Angst, Scham und Wut hindern sie, sich an andere zu wenden, nicht an ihre Eltern, ihren Freund und nicht an ihre Freunde, nicht an Polizei und nicht an die Justiz. Sie beschließt, das Geschehene zu verheimlichen und alles allein zu ertragen.
Einzig ein hartnäckiger Kriminalbeamter, der zu einer Art Schutzengel für sie wird, und eine pragmatische Prostituierte begleiten Marianna auf ihrer heimlichen Verwandlung von einer Jugendlichen zu einer Erwachsenen, die sie auf ihrem schicksalhaften Weg von der überlebten Vergewaltigung über die ungewollte Schwangerschaft bis zur möglichen HIV-Infektion durchläuft.

## Produktion
Der Film wurde von der portugiesischen Filmproduktionsgesellschaft Madragoa Filmes und dem öffentlich-rechtlichen portugiesischen Fernsehsender RTP produziert, unter finanzieller Beteiligung der portugiesischen Filmförderung ICAM (heute ICA). Gedreht wurde er an verschiedenen Schauplätzen in den Kreisen Cascais und Lissabon.
Für Hauptdarstellerin Leonor Seixas war es die erste Rolle in einem portugiesischen Kinofilm. Die meist aus komischen Rollen bekannte Maria Rueff ist hier in einer ernsten Rolle zu sehen, in Nebenrollen treten zudem einige weitere renommierte Schauspieler auf, insbesondere Virgílio Castelo und Rogério Samora.
Die Filmmusik stammt vom portugiesischen Komponisten Luís Cília, Paulo Branco produzierte den Film.

## Rezeption
Nach einer Vorpremiere am 28. Mai 2003 im Lissabonner Cinema São Jorge kam der Film am 30. Mai 2003 in die portugiesischen Kinos, wo er mit 9.682 Besuchern angesichts des schweren Themas einen Achtungserfolg erreichen konnte.
Er lief danach auch auf verschiedenen Filmfestivals, wo er beim Caminhos do Cinema Português in Coimbra und dem Mostra de Valencía – Cinema del Mediterrani in Valencia prämiert wurde.
Die Filmkritik nahm das Werk positiv auf. Gelobt wurde insbesondere das konsistente Drehbuch.
Der Film erschien in Portugal 2004 bei Lusomundo als DVD.